# Ola Hörling
Ola Martin Hörling, född 11 januari 1966 i Skellefteå Sankt Olovs församling, är en svensk musikalregissör, koreograf, musikalartist och librettist.

## Biografi
Hörling är bosatt i Malmö och utbildade sig 1989-1991 till musikalartist på Balettakademien i Göteborg. Han är konstnärlig ledare för Skånska Operan, Tonteatern och UnderhållningsPatrullen, som producerat en stor mängd musikaluppsättningar på framför allt Kristianstads teater. Han har regisserat och koreograferat ett flertal uppsättningar, däribland Det susar i säven (2003) på Wasa Teater, Frank Loessers Guys and Dolls (2003) och Andrew Lloyd-Webbers Evita (2005) på Kristianstads teater och La Cage aux Folles (2005) med Lars Humble och Lars-Erik Berenett på Moriskan i Malmö och Verdis opera Rigoletto på Skånska Operan (2012).
Han har flera gånger samarbetat med kompositören Jan-Erik Sääf och skrivit dialog och sångtexter till deras musikaler Kontaktannonsen, Svarta änkan och Doria. Han har även skrivit libretto tillsammans med Christian Fürst Myrup till Max Blomgrens opera Stolthet och fördom (1999).
Hörling är även gästlärare vid Balettakademien i Göteborg och vid Skuespillerakademiet i Köpenhamn.

## Teater

### Regi (ej komplett)
| År   | Produktion    | Upphovsmän                                  | Teater               |
| ---- | ------------- | ------------------------------------------- | -------------------- |
| 2005 | Evita         | Andrew Lloyd Webber och Tim Rice            | Kristianstads teater |
| 2010 | Sweet Charity | Neil Simon, Cy Coleman och Dorothy Fields   | Kristianstads teater |
| 2017 | Chess         | Benny Andersson, Björn Ulvaeus och Tim Rice | Kristianstads teater |